# دوروقبو
دورقبو (بالصومالية: Duruqbo)‏ إحدى العشائر الصومالية البنادرية المنضوية تحت مظلة 12 كوفي ويعيش معظمهم في الساحلية جنوب البلاد في مركا ومقديشو كما أن مجموعات من العشيرة يقطنون في مناطق بعيدة عن الساحل مثل قوريولي بسبب التجارة.

## نظرة عامة
دوروقبو عشيرة تنحدر من أصلين مختلفين، أولهما من عقبة بن عامر الكناني المكي وثانيهما من قبيلة "بكر بن وائل وهاجر المنحدرون من هذا النسل من عمان إلى الصومال بعد المنتسبين إلى الأصل الأول، وذكر ذلك في قصة إنشاء مقديشو باعتبارهم جزءًا من 39 عائلة أصلية استقرت في مقديشو، وقيل إن 6 منهم كانوا من عائلة عقبة بن عامر. في حين أن عشيرة البكري الأحدث، تذكر الروايات أنها تنحدر من خلفان (شندي) محمد سيف هادي البكري الذي يقال أنه انتقل إلى مركا منذ حوالي 12 جيلًا  أو منذ حوالي 400 عام وذلك وفقًا للروايات التقليدية المنقولة شفويا. وهذه هي العائلة الأشهر من بين عشيرة دوروقبو، وتعود إلى الشيخ علي ميي (محمد) حاجي علي بن أحمد بن صديق البكري.

## شخصيات بارزة
- الشيخ علي محمد (ميي)، أحد المتصوفة المبجلين من العائلة البكرية، ويقام له مهرجان سنوي خارج مقامه في مركا وينتهي في الخامس من شهر صفر من كل عام.[5]
- رملة علي ، بطلة أفريقيا الحالية في وزن الريشة وأول ملاكم يمثل الصومال ويفوز بلقب دولي .